# Symbolic Logic

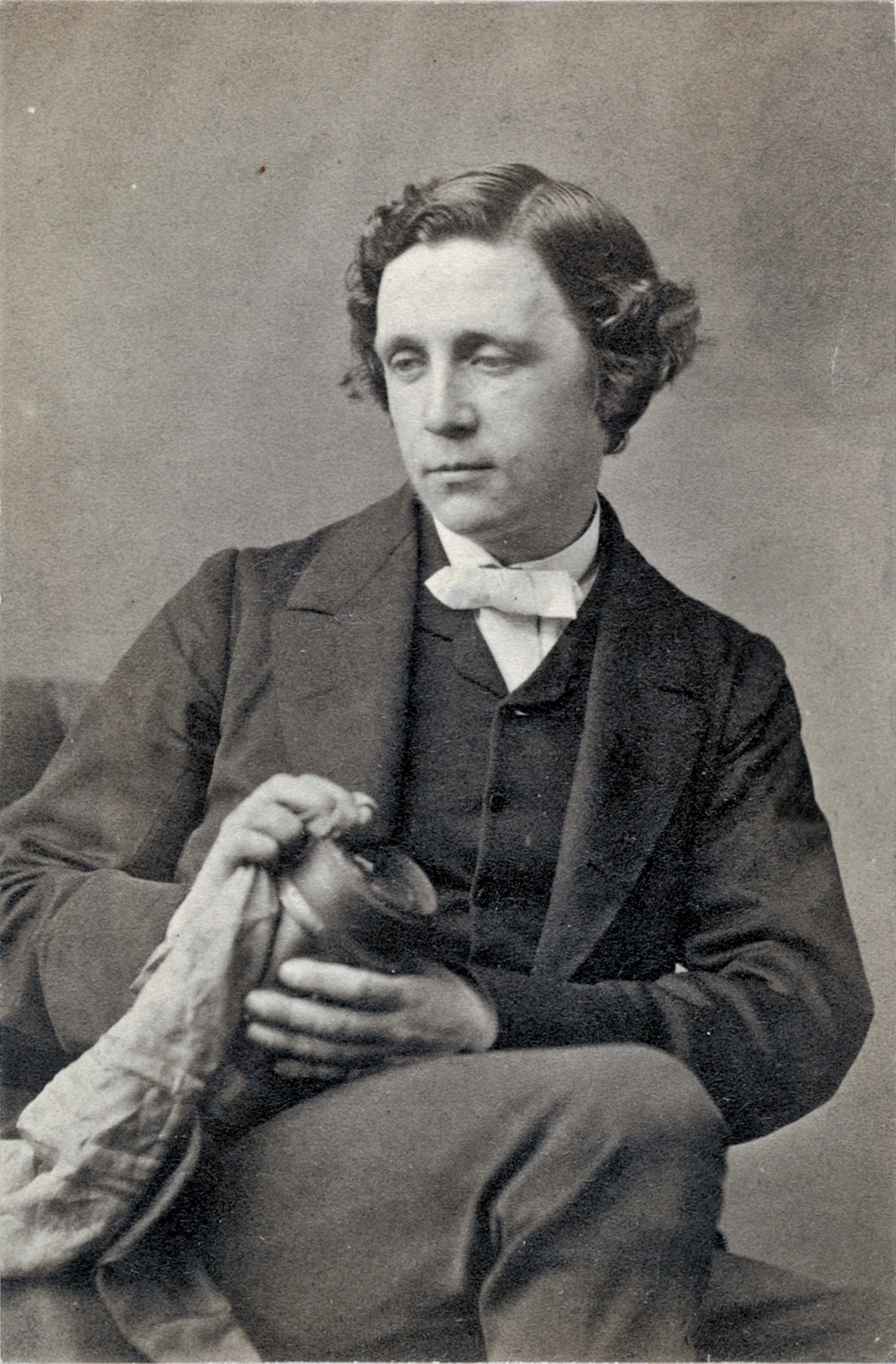
Lewis Carroll (1863)

Symbolic Logic ist ein populärwissenschaftliches Lehrbuch über elementare Logik von Lewis Carroll. Ursprünglich war es als dreibändiges Werk geplant. Der erste Band Elementary erschien 1896. Vor Fertigstellung der weiteren Bände verstarb Carroll. Vom zweiten Band Advanced wurden erst 1977 postum von William Warren Bartley die vorhandenen Teile veröffentlicht, der dritte Band hätte Transcendental heißen sollen.

## Inhalt
Symbolic Logic ist in acht Bücher aufgeteilt. Nach einigen allgemeinen Definitionen wird dargestellt, wie man natürlichsprachliche Aussagen in eine standardisierte Form bringt. Anschließend führt Carroll ein Diagramm ähnlich einer Vier-Felder-Tafel ein, um eine Grundmenge bei zwei möglichen Eigenschaften in die vier möglichen Kombinationen einzuteilen. Um anzuzeigen, welche Objekte tatsächlich existieren, verwendet Carroll rote und graue Spielsteine, die man separat erwerben konnte. Anschließend erweitert er das Diagramm, um es auch bei drei Eigenschaften zu verwenden. Diese Diagramme nutzt er, um mit Syllogismen zu arbeiten. Schließlich führt er eine algebraische Schreibweise ein, um Syllogismen auch ohne die Diagramme behandeln zu können, er verwendet ein Kreuz † für „und“, eine gespiegelte Absatzmarke ⁋ für „impliziert“, eine tiefgestellte 1 für „es existiert“, eine tiefgestellte 0 für „es existiert nicht“ und einen Apostroph für die Negation. Den Abschluss bildet die Behandlung von Kettenschlüssen.
Zu allen Definitionen und Methoden liefert Carroll einige Beispiele und stellt viele Übungsaufgaben, zu denen sich die Lösungen mit Lösungsweg im Anhang befinden. Die Aufgaben enthalten dabei häufig den für Carroll typischen Nonsens. So stellt er die Aufgabe, aus folgenden drei Aussagen den richtigen Schluss zu ziehen:

1. No ducks waltz;
2. No officers ever decline to waltz;
3. All my poultry are ducks

1. Keine Ente tanzt Walzer.
2. Kein Offizier lehnt es ab Walzer zu tanzen.
3. All mein Geflügel sind Enten.

Es ergibt sich also, dass unter meinem Geflügel kein Offizier ist.
Im Anhang verteidigt er eine Reihe von Entscheidungen beim Aufbau des Werks und stellt die Vorteile seiner Methode gegenüber den herkömmlichen Verfahren, etwa mittels Venn-Diagrammen, dar.

### Diagramme

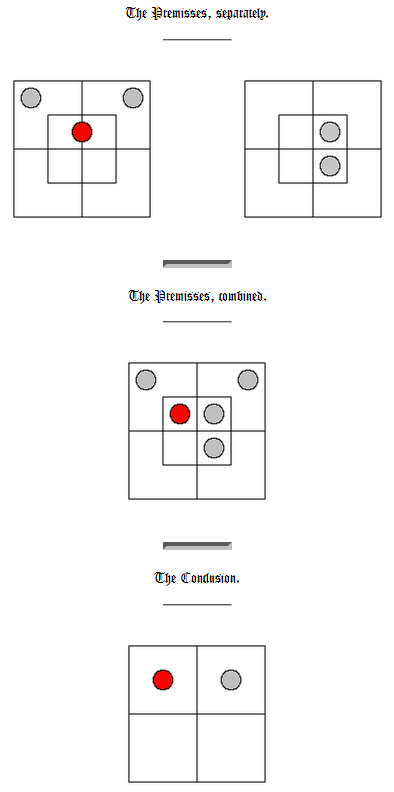
Beispielhafte Verwendung der Diagramme zum Lösen logischer Probleme

Das Besondere an Carrolls Ansatz sind die Diagramme, die dem Lösen von Logik-Aufgaben einen spielerischen Ansatz verleihen. Das Beispiel vom Frontispiz zeigt, wie das Verfahren funktioniert:
Gegeben sind die beiden Prämissen: „Deine Geschichte, wie du einmal einer Seeschlange begegnet bist, bringt mich immer zum Gähnen.“ und „Ich gähne nie, außer wenn ich eine Geschichte höre, die völlig uninteressant ist.“
Das Diagramm teilt alle möglichen Geschichten auf verschiedene Weisen ein: In der oberen Hälfte ist die Geschichte mit der Seeschlange, in der unteren alle anderen. In der linken Hälfte sind die völlig uninteressanten Geschichten, in der rechten die interessanten. Schließlich sind im inneren Bereich die Geschichten, die zum Gähnen führen, im äußeren alle anderen.
Die erste Prämisse besagt nun, dass die Geschichte über die Seeschlange zum Gähnen führt, dass es also eine Geschichte gibt, die sowohl in der oberen Hälfte als auch im inneren Bereich liegt. Es ist jedoch nicht klar, ob sie interessant ist oder nicht, sodass sie in der linken oder rechten Hälfte liegen kann. Carroll kennzeichnet dies, indem er einen roten Spielstein auf die Grenze dieser beiden Bereiche liegt.
Zudem ergibt sich aus der ersten Prämisse auch, dass es keine Geschichte gibt, die sowohl in der oberen Hälfte als auch im äußeren Bereich liegt. Dass also die beiden L-förmigen Bereiche leer sind, kennzeichnet Carroll mit je einem grauen Spielstein.
In einem zweiten Diagramm stellt er nun analog die zweite Prämisse dar. Diese sagt aus, dass es keine Geschichten gibt, die sowohl im inneren Bereich als auch in der rechten Hälfte liegen. Wie für die erste Prämisse kennzeichnet er dies mit zwei grauen Steinen in den beiden entsprechenden Bereichen.
Im nächsten Schritt kombiniert Carroll die beiden Diagramme. Aus dem zweiten Diagramm ist ersichtlich, dass der Bereich rechts oben innen leer ist (gekennzeichnet durch den grauen Stein), der rote Spielstein aus dem ersten Diagramm muss also in der linken Hälfte liegen.
Um schließlich die Schlussfolgerung zu ziehen, gibt Carroll die Unterscheidung zwischen innen und außen auf. Der linke obere Bereich erhält einen roten Spielstein, weil der innere der beiden Teilbereiche einen enthielt, der rechte obere Bereich erhält einen grauen Spielstein, weil beide Teilbereiche einen grauen Stein enthielten. Über die anderen Bereiche kann man keine Aussagen machen, sodass sie nicht mit Steinen markiert werden.
Aus diesem letzten Diagramm kann man nun sehen, dass es eine Geschichte im oberen linken Bereich gibt, da dieser einen roten Stein enthält. Die Geschichte über die Seeschlange ist also völlig uninteressant.

## Rezeption
Symbolic Logic war eines der ersten Bücher über Logik, das für die Allgemeinheit konzipiert war, laut Vorwort umfasste die Zielgruppe bereits Kinder ab zwölf Jahren. Das Werk war ein großer Erfolg, bereits nach einem Jahr war es in der vierten Auflage erhältlich.
Carrolls Methoden und Notationen konnten sich allerdings nicht durchsetzen. Für den modernen Leser wirken sie unnötig kompliziert. Seine Aufgaben zu den Kettenschlüssen werden dagegen noch immer teilweise in anderen populärwissenschaftlichen Werken zitiert und verwendet. In seiner Rezension von 1980 kritisierte Irving M. Copi aber das stereotype Judenbild, das in einigen der Kettenschlüsse auftaucht.

## Einordnung
Während Carrolls Tagebücher ein frühes Interesse an Logik belegen, betrafen seine ersten mathematischen Veröffentlichungen die euklidische Geometrie. Seine Veröffentlichungen zur Logik hatten 1886 ihren Anfang. Carroll stand in der Tradition der Logik des Aristoteles, suchte jedoch wie viele seiner Zeitgenossen nach neuen Methoden. Dem Umfang nach sein Hauptwerk zur Logik bilden The Game of Logic von 1887 und Symbolic Logic, beide Bücher erschienen unter seinem Pseudonym Lewis Carroll und richten sich an ein allgemeines Publikum. Bereits in The Game of Logic führt er seine Diagramme ein, die schon früher in seinen Tagebüchern auftauchen. Inwiefern diese von Venn-Diagrammen beeinflusst sind, ist umstritten. Einige Historiker sehen sie als Weiterentwicklung an, andere als eigenständige Neuentwicklung. Der Hauptunterschied zwischen Carrolls Diagrammen und Venn-Diagrammen liegt in der Symmetrie: Während bei Venn-Diagrammen ein klarer Gegensatz zwischen Innen und Außen, also zwischen einer Eigenschaft und ihrer Negation besteht, und in der Folge Objekte, die keine der untersuchten Eigenschaften besitzen, nur implizit außerhalb des Diagramms ihren Platz haben, sind bei Carroll eine Eigenschaft und ihre Negation gleichberechtigt und stehen sich symmetrisch gegenüber.
Auch die algebraische Schreibweise, die Carroll erstmals in Symbolic Logic einführt, findet sich bereits früher in seinen Tagebüchern. Während die Diagramme einen spielerischen, aber in der Praxis eher umständlichen Zugang zu logischen Problemen bieten, ist die symbolische Schreibweise sehr knapp und kann nach formalen Regeln eingesetzt werden.
Trotz des Verkaufserfolgs konnten sich Carrolls Ansätze nicht durchsetzen. Wenige Jahre nach Carrolls Tod erschien mit den Principia Mathematica ein Werk, das die weitere Entwicklung der Logik entscheidend beeinflusste.

## Ausgaben
- Symbolic Logic. Part I: Elementary. Macmillan, London u. a. 1896, (Digitalisat).
- Lewis Carroll’s Symbolic logic. Part I. Elementary, 1896. Fifth edition. Part II. Advanced, never previously published. Together with Letters from Lewis Carroll to eminent nineteenth-century Logicians and to his „logical sister“, and 8 versions of the Barber-Shop Paradox. Edited, with Annotations and an Introduction by William Warren Bartley, III. C. N. Potter, New York NY 1977, ISBN 0-517-52383-3.